# Века
Века (лат. Gallirallus australis) је врста птице нелетачице из породице барских кока (лат. Rallidae). Ендемит је Новог Зеланда. Признате су четири подврсте, али само за две (северна и јужна) постоје генетски докази. Века је птица смеђе боје, отприлике величине кокошке. Сваштојед је и храни се углавном бескичмењацима и воћем. Века обично полаже јаја између августа и јануара; оба пола учествују у инкубацији.

## Опис
Века је велика барска кока. Перје јој је смеђе боје прошарано црним и сивим мрљама; смеђа нијанса варира од бледе до тамне у зависности од подврсте. Мужјак је већи од женке, достиже дужину од 50–60 cm и тежину од 532–1,605 g. Женке су дуге 46-50 cm и тешке 350-1,035 g. Распон крила креће се од 50 до 60 cm.
Релативно велики, црвенкасто-смеђи кљун дугачак је око 5 cm, чврст је и узак, а користи га као оружје. Шиљати реп готово непрестано помера, што је знак нелагодности карактеристичан за породицу барских кока. Века има чврсте ноге и смањена крила.

## Таксономија и распрострањеност
Народно име, века, потиче из маорског језика, а научни назив, Rallus australis, дао јој је 1789. Андерс Ериксон Спарман. Спарман је опис врсте, четири фасцикле на основу примерака прикупљених током путовања са капетаном Џејмсом Куком између 1772. и 1775. објавио у музеју Карлсонијанум (Museum Carlsonianum). Australis је латинска реч, која значи „јужна”. Био је усвојен предлог Јохана Георга Ваглера из 1830, да подврсте веке буду признате као посебне врсте и смештене у род Ocydromus. Међутим, века је касније класификована као једна врста са четири подврсте и смештена у род Gallirallus.
Подврсте:
- Мркожута века[9] раније је насељавала источне дистрикте Јужног острва, али је данас ограничена на острво Чатам и острво Пит на које је уведена почетком 1900-их, а где је лов на њу у јесен широко распрострањен, због употребе у исхрани (лов на њу је прихватљив јер је на ова острва уведена).[10] Поновно увођење у Кантербери до сада је било неуспешно, али су увођење на острво Мао Вахо (у језеру Ванака 2004. године) и одатле на острво Пиџ`н и Пиг (у језеру Вакатипу 2005/2006) била много успешнија. Перје ове подврсте много је светлије од осталих подврста.

- Северна века[11] представљена је изворним популацијама у Нортленду и заливу Пав`рти, као и пренетим јединкама на друге локације, а које потичу из тих популација. Ова подврста се разликује по сивљим доњим деловима тела и смеђим, а не црвенкастим ногама.[12]

- Западна века[13] насељава углавном северне и западне регионе Јужног острва од Нелсона до Фјордленда. Одликује се тамноцрвено-смеђим и црним пругама на грудима, западна века има два различита обрасца боја, код најјужнијих популација присутнија је црна боја, док је код осталих присутнија кестењаста.

- Ракијурска века (Gallirallus australis scotti) је мања од других подврста и попут западне веке, има два обрасца боја; кестењаста форма, слична је кестењастој западној веки, док црна форма није толико тамна као црна западна века. Поново уведене популације ограничене су на острво Стјуарт / Раки(ј)уру и околна острва,[14] као и на острво Капити на које је уведена.[12] Века је домаћин две врсте птичјих ваши (Rallicola harrisoni и Pseudomenopon pilgrimi) које показују исту структуру популације север-југ виђену код њихових домаћина.[2]

## Понашање

### Станиште и исхрана
Века насељава шумска станишта, субалпијске травњаке, пешчане дине, камените обале и измењено полуурбано окружење. Она је сваштојед, а исхрана садржи 30% животињске хране и 70% биљне хране. Животињска храна укључује глисте, ларве, бубе, вете (Anostostomatidae и Rhaphidophoridae), мраве, пужеве, јаја инсеката, мокрице, жабе, пауке, пацове, мишеве и мале птице. Ракијурска века (G. a. scotti) примећено је како лови јаја и пилиће гараве бурнице (Ardenna grisea, syn. Puffinus griseus).
Биљна храна укључује лишће, траву, бобице и семење. Века је важна због расејавања семена, она шири семе превелико за мање птице које једу бобичасто воће. Тамо где је века релативно честа, њена прикривена радозналост наводи је да око кућа или кампова тражи остатке хране или било шта што јој је непознато и преносиво. Познато је да узима сјајне предмете.

### Размножавање
Сезона гнежђења варира, али када хране има у изобиљу, века може у току целе године да одгаји до четири легла. Гнезда прави на земљи под окриљем густе вегетације, гради их тако што траву (или сличан материјал) свије тако да чини гнездо облика посуде, у које могу да стану ~ четири јаја. У просеку, женка веке полажи три јаја кремасте или ружичасте боје са смеђим и лиластим мрљама. Оба пола учествују у инкубацији. Пилићи се излегу након месец дана, а оба родитеља их хране док одрасту (између шест и десет недеља од излегања).

## Заштита
Века је на црвеној листи МУЗП (енгл. IUCN) наведена као рањива врста. План опоравка веке новозеландског „Одељења за заштиту”, који је одобрен 1999. године, имао је за циљ побољшање стања угрожености веке (прелазак у категорију са мањим ризиком од изумирања), разјашњење статуса популација веке за које постоји недостатак података, задржавање статуса врсте која није угрожена за друге популације веке и на крају враћање веке на њену целу традиционалну територију (на којој је била значајна компонента екосистема).
Заштита веке је проблематична; неке подврсте су угрожене, али су представљале проблем другим угроженим дивљим животињама на мањим острвима, нарочито на острвима на које су уведене, а природно их нису настањивале. Века није у стању да издржи тренутне притиске са којима се суочава ни на Северном ни на Јужном острву. Међутим, може бити врло продуктивна када постоје добри услови и обиље хране. На неколико локација забележено је гнежђење у току целе године, са укупно 14 излежених птића по пару. Популације веке могу да опстану у прилично измењеним стаништима, али су нестале са огромних делова свог некадашњег подручја, што сугерише да се могу прилагодити широком спектру услова, али су посебно осетљиве на претње.

### Претње
„Одељење за заштиту” идентификује осам главних претњи веки. Грабљивци, као што су твор, мачка и пас претња су одраслој веки; Велика ласица и твор претња су птићима; велика ласица и пацов претња су за јаја. Суочава се са конкуренцијом за храну (воће и бескичмењаци) са уведеним врстама и трпи штетне последице од утицаја животиња које брсте на састав и регенерацију шума. Исцрпљивање станишта узроковано је модификовањем и деградацијом шума и мочвара. Болести и паразити повезани су са смањењем њене бројности, иако се мало зна о овом проблему. Суша је допринела нестанку веке из неких подручја. У неким регионима моторна возила узрокују велики број смртних случајева. Операције сузбијања штеточина понекад доводе до тровања веке, јер храну прикупља на земљи и осетљива је на мамце, а замке се постављају тако да их века може дохватити. Генетска разноликост може се изгубити током преноса гена кроз генерације, што лоше утиче на изоловане популације.

## Повезаност са људима
Нека маорска племена уважавају веку и диве се њеној радозналости, одлучности и храбрости. Одважност је један од разлога због кога ју је лако ухватити. Века је Маорима била извор хране, користили су је за израду мириса и лековитих уља коришћених за упале, перје је коришћено за израду одеће, а коришћена је и као мамац за хватање паса. Први европски истраживачи и досељеници често су наилазили на веку и користили је; звали су је „кокошка из дивљине”.